# 日向あき子
日向 あき子（ひゅうが あきこ、1930年2月3日 - 2002年6月25日）は、日本の美術評論家。本名、坪井富美子。
岐阜県生まれ。大阪女子大学国文科卒。詩、翻訳を経て、昭和40年前後から美術評論を手がける。女性美術評論家の草分け的存在で、特にポップアートの評論で知られた。

## 著書
- 『ニュー・エロティシズム宣言』(荒地出版社、1970年)
- 『原始の心 共有とBe感覚』(社会思想社、1972年)
- 『ポップ文化論 都市化時代における日常性へのオマージュまたは思考と感性の未来学』(ダイヤモンド社、1973年)
- 『第二の視界 セカンド・サイド』(大和書房、1974年)、日向秋子名義
- 『性の自然革命 自由なヒトのエロス』(じゃこめてい出版、1975年)
- 『現代美術の地平』(日本放送出版協会、NHKブックス、1977年)
- 『ポップ・マニエリスムの画家たち』(PARCO出版局、パルコピクチャーバックス、1977年)
- 『視覚文化 メディア論のために』(紀伊国屋書店、カプセル叢書、1978年)
- 『デラシネの時代 文明のなかの野生』(九芸出版、1978年)
- 『ポップ/神話作用 都市のイメージ112』(ブロンズ社、1980年)
- 『ヴィーナス変貌』(白水社、1982年)
- 『イメージを読みとる』(講談社現代新書、1985年)
- 『アンディ・ウォーホル』(リブロポート、1987年)
- 『ポップ・マニエリスム－エロス、恐怖、残酷、死、楽園、甘美、神秘…ポップ・スタイルで描いた現代の物語的迷宮美術』(沖積舎、1993年)
- 『Andy Warhol,who he? 天才ウォーホルを精神分析する』(アートダイジェスト、1996年）
- 『ウイルスと他者の世紀 エイズ意味論、エイズ芸術』(中央法規出版、1997年)

### 翻訳
- ジャン・コクトー『二十世紀のマルコポーロ 詩論』(国文社、ピポー叢書、1958年)、日向秋子名義
- モーリス・ジウール『現代絵画』(末松正樹共訳、白水社、文庫クセジュ、1959年)
- パスカル・セッセ『服飾の歴史 その神秘と科学』(美術出版社、美術選書、1964年)
- ロバート・ゴールドウォーター『二十世紀美術におけるプリミティヴィズム』(岩崎美術社、美術名著選書、1971年)
- エリザベス・ゴールド・デイビス『ファースト・セックス』(自由国民社、1973年)
- ジャーメン・グリア『去勢された女』(戸田奈津子共訳、ダイヤモンド社、1976年)
- カーター・ラトクリフ『アンディ・ウォーホル』(古賀林幸共訳、美術出版社、モダン・マスターズ・シリーズ、1989年)

## 論文
- 日向あき子